# Gunnarp sogn
Gunnarp sogn i Halland var en del af Faurås herred (dele tilhørte før 1890 Kind og Årstad herreder). Gunnarp distrikt dækker det samme område og er en del af Falkenbergs kommun. Sognets areal er 108,00 kvadratkilometer, heraf land 96,62. I 2020 havde distriktet 1.027 indbyggere. Byerne Ätran, Fegen og Gunnarp ligger i sognet.
Navnet (1330'erne Gunnathorp) stammer fra kirkebyen. Den består af to dele. Den første del er mannsnavnet Gunni. Den sidste del er torp, 'nybyggeri'.  Der er et naturreservat i sognet: Fegen (delt med Kalv, Håcksvik, Gryteryd og Burseryd sogne).